# Igualitarismo
El igualitarismo es un conjunto de teorías de tipo ético y político que consideran que la igualdad social es mejor o justa.
En un sentido ético el igualitarismo o igualdad se refiere a imparcialidad y no discriminación, a considerar los intereses de todos por igual.
En un sentido político, el igualitarismo es una doctrina que sostiene que todos los seres humanos deben ser tratados como iguales socialmente —igualdad ante la ley, igualdad de oportunidades e igualdad de resultados—  con los mismos derechos políticos, económicos, sociales y civiles. Generalmente, se aplica a la igualdad que se celebra en virtud de la ley y la sociedad en su conjunto. Difiere el alcance o el ámbito de esta igualdad dependiendo del punto de vista a ser tratado, por lo que es un concepto controvertido.
Para sus críticos y detractores, el igualitarismo es filosóficamente el rechazo de la alteridad,[cita requerida] ya que busca la unidad y según estos opositores, el igualitarismo niega la complejidad y las contradicciones inherentes a la vida.[cita requerida] Por otro lado, los defensores del igualitarismo afirman que sus críticos y detractores malinterpretan el concepto.[cita requerida]
El igualitarismo busca la igualdad de todas las personas sin importar su género, etnia, creencias, ni ninguna otra característica humana, específicamente en lo que respecta a los derechos humanos, civiles y políticos.

## Fundamentos del igualitarismo
En un sentido axiológico el igualitarismo considera que aumentar la igualdad social y económica mediante la redistribución de bienes y de la renta mejora las sociedades y aumenta el valor del estado del mundo. 
El igualitarismo beneficiaría no solamente a los sectores más desfavorecidos, sino también a los más ricos, ya que los problemas sociales y sanitarios repercuten en todos.

## Formas
Algunas preocupaciones igualitarias específicamente enfocadas incluyen el comunismo, el igualitarismo legal, el igualitarismo de la suerte, el igualitarismo político, el igualitarismo de género, la igualdad racial, la igualdad de oportunidades y el igualitarismo cristiano. Las formas comunes de igualitarismo incluyen las políticas y las filosóficas.

### Igualitarismo jurídico
Un argumento es que el liberalismo proporciona a las sociedades democráticas los medios para llevar a cabo reformas cívicas al proporcionar un marco para desarrollar políticas públicas y proporcionar las condiciones correctas para que los individuos logren sus derechos civiles. Hay dos tipos principales de igualdad:
- Igualdad formal: comparación de oportunidades individual basada en el mérito.
- Igualdad sustantiva: se aleja de la comparación individual basada en el mérito hacia la igualdad de resultados.

#### Igualdad como persona
La Declaración de Derechos inglesa de 1689 y la Constitución de los Estados Unidos utilizan sólo el término persona en el lenguaje operativo que involucra derechos y responsabilidades fundamentales, excepto por una referencia a los hombres en la Declaración de Derechos inglesa con respecto a los hombres juzgados por traición; y una regla de representación proporcional en el Congreso en la Decimocuarta Enmienda a la Constitución de los Estados Unidos.
Como el resto de la Constitución, en su lenguaje operativo la 14ª Enmienda a la Constitución de los Estados Unidos utiliza el término persona, afirmando que "ningún Estado privará a ninguna persona de la vida, la libertad o la propiedad, sin el debido proceso legal; ni negará cualquier persona dentro de su jurisdicción la igual protección de las leyes".[cita requerida]

#### Igualdad de género
El lema "Liberté, égalité, fraternité" se utilizó durante la Revolución francesa y todavía se utiliza como lema oficial del gobierno francés. La Declaración de los Derechos del Hombre y la Constitución del Ciudadano Francés de 1789 también se enmarca con esta base en la igualdad de derechos de la humanidad.
La Declaración de Independencia de los Estados Unidos es un ejemplo de afirmación de la igualdad de los hombres como "Todos los hombres son creados iguales" y la redacción de hombres y hombre es una referencia tanto a hombres como a mujeres, es decir, a la humanidad. A veces se considera a John Locke el fundador de esta forma.[cita requerida] En inglés, muchas constituciones estatales en los Estados Unidos también usan el lenguaje de los derechos del hombre en lugar de los derechos de la persona[cita requerida] ya que el sustantivo hombre siempre ha sido una referencia y una inclusión tanto de hombres como de mujeres.
La Constitución tunecina de 2020 dice  (artículo 23, capítulo II, sobre derechos y libertades) que Los ciudadanos y las ciudadanas son iguales en derechos y deberes. Son iguales ante la ley sin discriminación alguna.
El feminismo se basa en la filosofía igualitaria, siendo una filosofía de igualdad centrada en el género. El feminismo se distingue del igualitarismo por existir también como movimiento político y social.

### Igualitarismo social
A nivel cultural, las teorías igualitarias se han desarrollado con sofisticación y aceptación durante los últimos doscientos años. Entre las filosofías ampliamente igualitarias notables se encuentran el socialismo, comunismo, anarquismo social, socialismo libertario, libertarismo de izquierda y progresismo, algunas de que proponen igualitarismo económico. Antiigualitarismo o elitismo es oposición al igualitarismo.

#### Aspectos económicos
Un ejemplo temprano de igualdad es lo que podría describirse como igualitarismo económico de resultados: la filosofía agriculturalista china que sostenía que las políticas económicas de un país deben basarse en la autosuficiencia igualitaria.
En el socialismo, la propiedad social de los medios de producción a veces se considera una forma de igualitarismo económico porque en una economía caracterizada por la propiedad social el producto excedente generado por la industria iría a parar a la población en su conjunto y no a una clase de propietarios privados. otorgando así a cada uno una mayor autonomía y una mayor igualdad en sus relaciones entre sí. Aunque a veces se confunde al economista Karl Marx con ser un igualitario, Marx evitó por completo la teorización normativa sobre principios morales. Marx tenía una teoría de la evolución de los principios morales relacionados con sistemas económicos específicos.
El economista estadounidense John Roemer ha propuesto una nueva perspectiva sobre la igualdad y su relación con el socialismo. Roemer intenta reformular el análisis marxista para dar cabida a los principios normativos de la justicia distributiva, desplazando el argumento a favor del socialismo de razones puramente técnicas y materialistas a uno de justicia distributiva. Roemer sostiene que según el principio de justicia distributiva, la definición tradicional de socialismo se basa en el principio de que la compensación individual es proporcional al valor del trabajo que uno gasta en la producción ("A cada uno según su contribución") es inadecuada. Roemer concluye que los igualitarios deben rechazar el socialismo tal como se define clásicamente para que se realice la igualdad.

## Argumentos favorables
El igualitarismo consiste en considerar a cada ser humano como igual, sin importar su raza, etnia, religión, sexo, orientación sexual, etc. En ese sentido, el igualitarismo significa reconocer las diferencias que existen en el otro sin discriminarlo por ellas. Por lo tanto, cada ser humano debe tener los mismos derechos en la sociedad. 
Las distinciones solo deben basarse en la utilidad social (Declaración de los Derechos del Hombre y del Ciudadano). Así, por ejemplo, un menor de edad no posee el derecho al sufragio. 
Para Karl Popper, "el igualitarismo quiere que todos los ciudadanos sean tratados imparcialmente, sin que se tenga en cuenta su nacimiento, sus relaciones o su fortuna. En otras palabras, no reconoce ningún privilegio como natural." En ese contexto, el igualitarismo es una doctrina que considera que las personas son iguales por naturaleza y lleva a tratarlas a todos como iguales.

## Animalismo
Otra de las ampliaciones del igualitarismo es aquella que reclaman los defensores de los derechos de los animales e incluiría el rechazo a la discriminación especista. En este sentido, Peter Singer ha defendido el 'Principio de Igual Consideración de Intereses', según el cual "intereses iguales deben ser considerados por igual", independientemente del sexo, raza, especie, etc. de quien sea el interés. A su vez, el profesor de la Universidad de Santiago de Compostela Óscar Horta ha defendido la aplicación no solo del Principio de Consideración de Intereses, sino también del principio de justicia distributiva igualitarista al conjunto de los animales sintientes.

## Críticas
Para sus diferentes detractores, el igualitarismo es filosóficamente el rechazo de la alteridad, pues busca la Unidad y niega la complejidad y las contradicciones inherentes a la vida. [cita requerida]
Según Alberto Benegas Lynch (h), para Ludwig von Mises y Friedrich Hayek, el igualitarismo es un atentado a la libertad que impide a la persona surgir y la reduce a una masa impedida de luchar por sus aspiraciones naturales de excelencia. Así, ven en el igualitarismo una fuente de nivelación «hacia abajo».
Una sociedad que cumple con el objetivo meritocrático de igualdad de oportunidades podría seguir siendo un entorno hostil para aquellos que carecen de las capacidades físicas o mentales para competir.[cita requerida] Se ha argumentado que las políticas que van más allá de los ideales meritocráticos son ineficaces. Aunque la igualdad de oportunidades es necesaria para hablar de mérito, pues si alguien compite económicamente contra otros partiendo con una ventaja económica entonces el mérito se ve reducido o anulado por dicha ventaja.
Se han presentado otros puntos de vista anti-igualitarias, entre otros en el debate sobre la distribución de los ingresos. El filósofo John Rawls rechazó el igualitarismo de resultados, y vio las ventajas de la desigualdad en las recompensas, sin embargo también argumentó por la igualdad económica del punto de partida pues para él el bienestar de una sociedad depende del bienestar de la peor situación individual porque la sociedad es tanto mejor si mejora el bienestar de los demás.
También el filósofo Friedrich Nietzsche fue contrario al igualitarismo, tanto del igualitarismo implícito en el punto de vista cristiano, como al igualitarismo defendido por el movimiento socialista cada vez más pujante a partir de la segunda mitad del siglo XIX, alegando que se impulsa mediante estas doctrinas un deber impersonal donde se deja de lado el desarrollo del propio pensamiento.[cita requerida]
Karl Marx también presentó el problema de la redistribución igualitaria de la riqueza y su aplicación en una sociedad socialista, como señala en la Crítica del Programa de Gotha: 
"Este derecho igual es un derecho desigual para trabajo desigual. No reconoce ninguna distinción de clase, porque aquí cada individuo no es más que un trabajador como los demás; pero reconoce, tácitamente, como otros tantos privilegios naturales, las desiguales aptitudes individuales, y, por consiguiente, la desigual capacidad de rendimiento. [...] Para evitar todos estos inconvenientes, el derecho no tendría que ser igual, sino desigual." 
En respuesta a Mijaíl Tugán-Baranovski, Lenin escribió:
"El Sr. Tugan repite el viejo truco de los reaccionarios: primero malinterpretar el socialismo haciéndolo parecer un absurdo, y luego refutar triunfalmente el absurdo. Cuando decimos que la experiencia y la razón prueban que los hombres no son iguales, nos referimos a igualdad, igualdad en habilidades o semejanza en fuerza física y capacidad mental. [...] [L]a conocida obra de uno de los fundadores del socialismo científico, Frederick Engels, dirigida contra Dühring (Anti-Dühring), encontraría allí una sección especial que explica lo absurdo de imaginar que la igualdad económica significa algo más que la abolición de clases. [...] Por igualdad política, los socialdemócratas entienden la igualdad de derechos, y por igualdad económica, como ya hemos dicho, se refieren a la abolición de clases. En cuanto al establecimiento de la igualdad humana en el sentido de igualdad de fuerzas y habilidades (físicas y mentales), los socialistas ni siquiera piensan en esas cosas."
Se ha criticado también al comunismo también por querer igualar económicamente a todos los miembros de la sociedad independientemente de su condición social. Frente a esta crítica Iósif Stalin afirmó: "El tipo de socialismo bajo el cual todos recibirían el mismo salario, la misma cantidad de carne y la misma cantidad de pan, usarían la misma ropa y recibirían los mismos bienes en las mismas cantidades, tal socialismo es desconocido para el marxismo".